# من و شما (فیلم)
من و شما (آلمانی: Ich und Du) یک فیلم در ژانر کمدی به کارگردانی آلفرد وایدنمن است که در سال ۱۹۵۳ منتشر شد. از بازیگران آن می‌توان به لیزلوته پولفر و هاردی کروگر اشاره کرد.